# 상원사 (양평군)
상원사(上院寺)는 양평군에 위치한 전통사찰 제49호이다. 창건연대는 뚜렷하지 않으나 세조(世祖)가 이 절에 거동하였다는 기록이 '신증동국여지승람(新增東國與地勝覽)'에 기록되었다. 따라서 고려시대 성찰(盛刹)로서 조선시대까지 존속되었던 것으로 추정된다.1398년에 조안화상(祖眼和商)이 중창(重創) 하였으며 세조 8년(1463)에는 왕이 직접 거동하였고 곧이어 중창불사를 행했으며 효령대군의 원찰이 되었다. 순종 원년(1907) 왜병이 이 지역에 집결해 있던 의병을 소탕하기 위해 불을 질러 법당만 남겨놓고 모두 타 버렸는데 1918년에 주지 최화송 화상과 화주 차상원이 큰방을 복원하였다. 이어 1934년에 주지 최경언이 중수하였으나 1950년 6·25전쟁 때 모두 불타버렸다. 1969년 주지(住持) 덕송(德松)이 초막(草幕) 삼 칸을 짓고 복원에 착수했으며 1970년에는 주지 경한니(鏡漢尼)가 취임하여 요사(療舍)와 삼성각(三聖閣), 대웅전(大雄殿), 용화전(龍華殿)을 차례로 복원하였다.

## 같이 보기
- 양평 상원사 석조물 일괄 - 양평군 향토유적 제37호

## 참고 문헌
- 이 문서에는 다음커뮤니케이션(현 카카오)에서 GFDL 또는 CC-SA 라이선스로 배포한 글로벌 세계대백과사전의 내용을 기초로 작성된 글이 포함되어 있습니다.